# 杭州工艺美术博物馆
杭州工艺美术博物馆群落位于杭州市拱墅区拱宸桥桥西历史文化街区，以杭州工美特色为主题，包含杭州工艺美术博物馆、中国刀剪剑博物馆、中国扇博物馆、中国伞博物馆四大博物馆（一个机构四块牌子）。刀剪剑博物馆、扇博物馆、伞博物馆于2009年9月建成，杭州工艺美术博物馆于2011年9月建成，博物馆建筑均由杭一棉（通益公纱厂）、红蕾丝织厂、桥西土特产仓库等工业遗产改建而来。

## 简介
桥西街区历史渊源可追溯至南宋时期，现存的街区面貌是晚清至民国时期的，其建筑基础可上溯到明代以前。博物馆依托杭州、运河古老人文文化，传承杭城优势手工艺，向世人展现发达的手工业文明及工艺美术的魅力。

## 参观
- 周二至周日：9:00-16:30（16:00停止进馆）
- 周一全天闭馆（节假日除外）

## 图集
- 刀剪剑博物馆和伞博物馆
- 扇博物馆

- 云南荥阳油纸伞
- 福州油纸伞
- 台湾原乡源纸伞
- 和伞
- 泰国棉纸手绘伞

- 江西省靖安县李洲坳春秋墓出土竹扇（复制品）
- 湖北江陵马山砖厂一号战国墓出土短柄竹扇（复制品）
- 晚清漆柄绢面书画团扇
- 日本桧扇
- 日本蝙蝠扇